# Слуцки рејон
Слуцки рејон (блр. Слуцкі раён; рус. Слуцкий район) је административна јединица другог ранга у Републици Белорусији. Налази се у јужном делу Минске области. Административни центар рејона је град Слуцк.
Рејон је основан 17. јула 1924. године.

## Географија
Слуцки рејон обухвата територију површине 1.821,06 км² и 13. је по величини рејон Минске области. Граничи се са Салигорским, Капиљским, Узданским, Пухавицким, Стародарошким и Љубањским рејонима Минске области.
Рељеф је углавном равничарски и највећи део рејона лежи у подручју Средњоберазинске равнице, док се на западу налази благо узвишење у виду Капиљске греде. Просечна надморска висина креће се између 160 и 180 метара, максимална висина је 212 метара.
Најважнији водотоци су реке Случ и Морач.

## Историја
Рејон је основан 17. јула 1924. године, првобитно као део Слуцког, а потом и Бабрујског округа. Део је Минске области од 1954. године. Одлуком националне владе у вези са територијалном реорганизацијом земље из 2005. град Слуцк и Слуцки рејон су обједињени у једну административно-територијалну јединицу.

## Демографија
Према резултатима пописа из 2009. на подручју Слуцког рејона стално је било насељено 95.106 становника или у просеку 52,22 ст./км². Преко 70% становништва живи у граду Слуцку.
Основу популације чине Белоруси (89,86%), Руси (6,4%) и Украјинци (1,42%).

## Администрација
Једино насеље са административним статусом града на подручју рејона је град Слуцк који је уједно и административни центар рејона. На територији рејона постоји укупно 209 насељених места. Рејон је административно подељен на 18 сеоских већа (сельсоветов).

## Саобраћај
Преко рејона пролази неколико важних саобраћајних праваца од којих су најважније железничке линије Барановичи-Слуцк-Асиповичи и Слуцк-Салигорск, те друмски правци Москва-Бабрујск-Слуцк-Ивацевичи, Минск-Слуцк-Микашевичи и Асиповичи-Њасвиж-Барановичи.